# Колченогость
Колченогость, или разница в длине нижних конечностей (ног) — это состояние, при котором длины сегментов нижних конечностей (бедро и/или голень) отличаются друг от друга.
У людей умеренная разница между двумя сторонами тела встречается достаточно часто. Например, одно исследование сообщило, что у 51 % из 1000 военных имеется разница в длине ног до 5 мм. Это нормальное состояние, не требующее лечения и применения специальных ортопедических изделий. Большие различия требуют лечения.

## Этиология
- Врождённые: могут быть заметны сразу после рождения или постепенно проявляться с ростом.
- Травма: сращение кости после перелома с укорочением или с удлинением, повреждение зон роста.
- Инфекционный процесс: поражение костей с зонами роста вызывает снижение функции росткового хряща и преждевременное закрытие зон роста.
- Заболевания: нейрофиброматоз, болезнь Олье, множественная экзостозная хондродисплазия и др.
- Неврологические расстройства: вследствие нарушения иннервации, нарушается питание и функция зон роста.
- Гемигипертрофия или гемигипотрофия: когда одна сторона тела развита сильнее или слабее. Так же встречается перекрёстная, когда например увеличение видно по правой щеке, левой руке и правой ноге.
- Идиопатические причины: точная причина неизвестна.
- Кроме этого на развитие разницы в длине конечностей доказано влияние ионизирующего излучения, высокие температуры (ожоги), применение лекарственных препаратов влияющих на зоны роста.

## Диагностика
Окончательный диагноз устанавливается врачом ортопедом после клинического осмотра пациента и рентгенологического исследования.
При осмотре: хромота, наклон таза в сторону укороченной конечности, компенсаторная сколиотическая деформация позвоночника, коленные суставы располагаются на разных уровнях. Измеряется длина конечностей сантиметровой лентой. Для измерения длины ноги используют естественные костные выступы, хорошо видимые на глаз и легко определяющиеся при пальпации. Более точный метод измерения разницы в длине ног — подкладывание блоков, имеющих определённую высоту (0,25 см, 0,5 см, 1 см и т. д.), под укороченную конечность до выравнивания таза в горизонтальной плоскости.
Рентгенография: выполняется топограмма нижних конечностей стоя и вычисление общей длины и длины сегментов нижних конечностей.

## Лечение

### Консервативное лечение
При разнице в длине нижних конечностей до 2 см рекомендуется ношение ортопедической обуви, ортопедических стелек, подпяточников, которые компенсируют укорочение.

### Оперативное лечение
- Удлинение сегмента конечности в аппарате внешней фиксации (аппарат Илизарова). Для того, чтобы удлинить кость, требуется выполнить остеотомию, растянуть фрагменты на необходимую длину и затем добиться сращения в месте остеотомии. Период лечения занимает от 6 до 9 месяцев при отсутствии осложнений. После демонтажа аппарата внешней фиксации, как правило, требуются курсы восстановительного лечения.
- Блокирование зон роста — метод лечения разницы в длине нижних конечностей, применяемый у детей в период роста. Основан на сдерживании функции роста более длинной конечности. Сегменты продолжают расти, но медленнее. Постепенно укороченная конечность догоняет здоровую. Отличительной особенностью метода является отсутствие необходимости нарушения целостности кости (выполнение остеотомии).

Исключить применение витаминных препаратов, для избежания стимуляции роста большей конечности. Рекомендуется массаж исключительно на меньшую часть тела.